# 袁希祖
袁希祖（1809年—1861年），字荀陔，湖北汉阳人，原籍浙江上虞。清朝政治人物。

## 生平
袁希祖为道光二十七年（1847年）丁未科进士，选庶吉士，散馆授翰林院编修。咸丰二年（1852年），大考二等，擢为侍讲，三迁至侍讲学士。咸丰八年（1858年），破格提拔为内阁学士，先后代理礼部、工部、刑部各部侍郎。咸丰年间，朝廷铸虚值大钱以应对经济紧张，造成通货膨胀，希祖于咸丰九年上疏请求回复旧有制钱。次年又上疏建言进剿太平天国事。不久，署户部侍郎。第二次鸦片战争期间，天津陷落，希祖建议暂时议和，以拖延时间，部署军队。僧格林沁扣押英国官员巴夏禮，希祖疏请将其处死。不久，北京陷落，咸丰帝逃往热河。希祖屡次上疏，不报，数度北望痛哭，因此得病。《北京条约》签订后，希祖兼署兵部侍郎。不久即卒。

## 延伸阅读
[在维基数据编辑]
 《清史稿·卷422》，出自趙爾巽《清史稿》